# Tarjei Bø
Tarjei Bø (Stryn, 29 de julio de 1988) es un deportista noruego que compite en biatlón. Su hermano Johannes compite en el mismo deporte.
Participó en cuatro Juegos Olímpicos de Invierno, entre los años 2010 y 2022, obteniendo en total siete medallas, oro en Vancouver 2010 (relevo), bronce en Sochi 2014 (relevo), plata en Pyeongchang 2018 (relevo) y cuatro en Pekín 2022, oro en el relevo y el relevo mixto, plata en persecución y bronce en velocidad.
Ganó veintiocho medallas en el Campeonato Mundial de Biatlón entre los años 2011 y 2025, y cuatro medallas en el Campeonato Europeo de Biatlón, en los años 2009 y 2019.

## Palmarés internacional
| Juegos Olímpicos   | Juegos Olímpicos             | Juegos Olímpicos  | Juegos Olímpicos |
| Año                | Lugar                        | Medalla           | Prueba           |
| ------------------ | ---------------------------- | ----------------- | ---------------- |
| 2010               | Vancouver (Canadá)           | Medalla de oro    | Relevo           |
| 2014               | Sochi (Rusia)                | Medalla de bronce | Relevo           |
| 2018               | Pyeongchang (Corea del Sur)  | Medalla de plata  | Relevo           |
| 2022               | Pekín (China)                | Medalla de oro    | Relevo           |
| 2022               | Pekín (China)                | Medalla de oro    | Relevo mixto     |
| 2022               | Pekín (China)                | Medalla de plata  | Persecución      |
| 2022               | Pekín (China)                | Medalla de bronce | Velocidad        |
| Campeonato Mundial |                              |                   |                  |
| Año                | Lugar                        | Medalla           | Prueba           |
| 2011               | Janty-Mansisk (Rusia)        | Medalla de oro    | Individual       |
| 2011               | Janty-Mansisk (Rusia)        | Medalla de oro    | Relevo           |
| 2011               | Janty-Mansisk (Rusia)        | Medalla de oro    | Relevo mixto     |
| 2011               | Janty-Mansisk (Rusia)        | Medalla de bronce | Velocidad        |
| 2011               | Janty-Mansisk (Rusia)        | Medalla de bronce | Persecución      |
| 2011               | Janty-Mansisk (Rusia)        | Medalla de bronce | Salida en grupo  |
| 2012               | Ruhpolding (Alemania)        | Medalla de oro    | Relevo mixto     |
| 2013               | Nové Město (República Checa) | Medalla de oro    | Salida en grupo  |
| 2013               | Nové Město (República Checa) | Medalla de oro    | Relevo           |
| 2013               | Nové Město (República Checa) | Medalla de oro    | Relevo mixto     |
| 2015               | Kontiolahti (Finlandia)      | Medalla de plata  | Relevo           |
| 2015               | Kontiolahti (Finlandia)      | Medalla de bronce | Velocidad        |
| 2015               | Kontiolahti (Finlandia)      | Medalla de bronce | Persecución      |
| 2015               | Kontiolahti (Finlandia)      | Medalla de bronce | Salida en grupo  |
| 2015               | Kontiolahti (Finlandia)      | Medalla de bronce | Relevo mixto     |
| 2016               | Oslo (Noruega)               | Medalla de oro    | Relevo           |
| 2016               | Oslo (Noruega)               | Medalla de bronce | Relevo mixto     |
| 2019               | Östersund (Suecia)           | Medalla de oro    | Relevo           |
| 2019               | Östersund (Suecia)           | Medalla de bronce | Individual       |
| 2020               | Anterselva (Italia)          | Medalla de oro    | Relevo mixto     |
| 2020               | Anterselva (Italia)          | Medalla de plata  | Relevo           |
| 2021               | Pokljuka (Eslovenia)         | Medalla de oro    | Relevo           |
| 2023               | Oberhof (Alemania)           | Medalla de plata  | Velocidad        |
| 2023               | Oberhof (Alemania)           | Medalla de plata  | Relevo           |
| 2024               | Nové Město (República Checa) | Medalla de plata  | Individual       |
| 2024               | Nové Město (República Checa) | Medalla de plata  | Relevo           |
| 2024               | Nové Město (República Checa) | Medalla de plata  | Relevo mixto     |
| 2025               | Lenzerheide (Suiza)          | Medalla de oro    | Relevo           |
| Campeonato Europeo |                              |                   |                  |
| Año                | Lugar                        | Medalla           | Prueba           |
| 2009               | Ufá (Rusia)                  | Medalla de oro    | Relevo           |
| 2019               | Minsk-Raubichi (Bielorrusia) | Medalla de oro    | Velocidad        |
| 2019               | Minsk-Raubichi (Bielorrusia) | Medalla de oro    | Persecución      |
| 2019               | Minsk-Raubichi (Bielorrusia) | Medalla de plata  | Individual       |